# Eroberung von Philadelphia

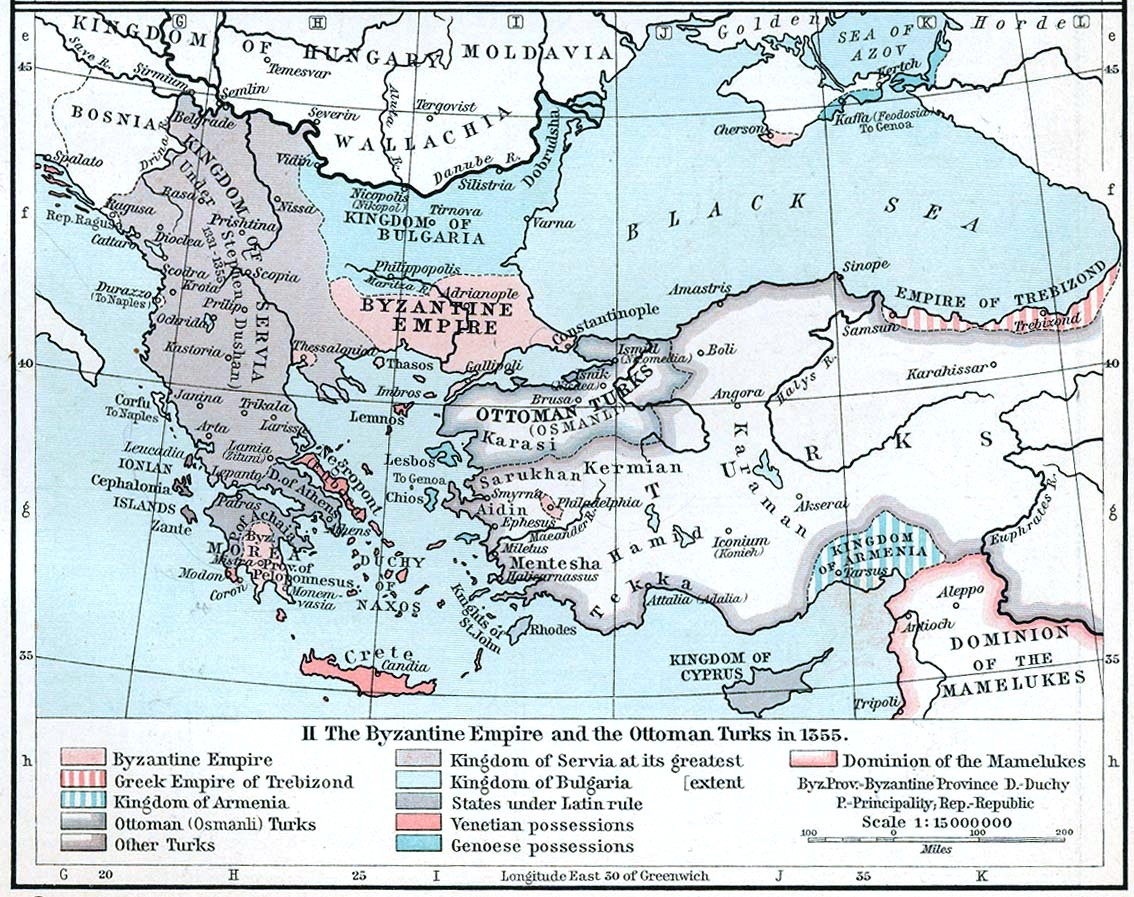
Lage von Philadelphia im Machtbereich der anatolischen Türken Mitte des 14. Jahrhunderts. Die Grenzverläufe in dieser Zeit sind vielfach unsicher und oft kurzfristigen Änderungen unterworfen.

Die Eroberung von Philadelphia (das heutige Alaşehir) bedeutete den Fall der letzten verbliebenen christlichen Stadt im Binnenland Kleinasiens an das Osmanische Reich.

## Vorgeschichte
Die Stadt in Lydien war bereits in der Vergangenheit Ziel türkischer Kriegszüge.

### Die Seldschukenzeit
1075/76 wurde sie von Suleiman ibn Kutalmiş erobert und war bis 1098 unter seldschukischer Herrschaft. Nach der Rückeroberung durch Alexios Komnenos wurde sie Mitte des 12. Jahrhunderts Hauptort des Themas Thrakesion. Mitte des 12. Jahrhunderts flohen türkische Kiptschaken vor den Mongolen über die Donau ins byzantinische Reich und wurden u. a. östlich von Philadelphia angesiedelt.
Gegen Ende des 12. Jahrhunderts war die Stadt Zentrum von Bestrebungen, sich vom byzantinischen Reich zu lösen. Ca. 1188 nahm Theodoros Mankaphas aus Philadelphia, gestützt auf die Zustimmung der Bevölkerung den Kaisertitel an. Kaiser Isaak II. belagerte 1189 daraufhin Mankaphas in Philadelphia, musste aber wegen der Ankunft des Dritten Kreuzzugs unter Friedrich Barbarossa an den Grenzen des byzantinischen Reichs die Belagerung abbrechen und beließ Mankaphas gegen Aufgabe des Kaisertitels die Herrschaft über die Stadt. 1193 vom Dux des Themas Thrakesion vertrieben, floh er an den Hof des Seldschukensultans Kai Chosraus I., mit dessen Billigung er eine Schar Türken rekrutierte, mit der er Südwestanatolien terrorisierte. Kaiser Isaak bestach daraufhin den Sultan, der ihm Mankaphas auslieferte, und setzte Mankaphas gefangen. 1204 befand er sich aber wieder in seiner alten Machtstellung in Philadelphia und machte sich nach der Eroberung von Konstantinopel im Vierten Kreuzzug unabhängig, verlor sein Gebiet aber 1205 an Theodor I. Laskaris, den Gründer des Kaiserreichs Nikaia.
Nach dem Historiker Ibn Bībī fand 1210 in der Nähe der Stadt eine Schlacht zwischen dem Seldschukensultan Kai Chosrau I. und Theodoros Laskaris statt, bei der der erstere fiel. Bei dieser Notiz wurde die Stadt erstmals mit ihrem heutigen Namen Alaşehir erwähnt. Er erwähnt auch, dass die Griechen, wahrscheinlich aus Philadelphia, den Sultan vorübergehend in einem muslimischen Friedhof nahe dem Schlachtfeld begruben.

### Das Ende der byzantinischen Herrschaft in Westkleinasien
Zwei Ereignisse bedrohten die Zugehörigkeit Philadelphias zum byzantinischen Reich: Das eine war die Niederlage des Seldschukensultans Kai Chosrau II. 1243 in der Schlacht vom Köse Dağ, in deren Folge nicht nur die Macht der Sultane durch die mongolischen Oberherrn untergraben wurden, sondern auch neue Nomadenstämme aus Zentralasien nach Anatolien eindrangen. Raubzüge der Nomaden, die durch eine geschwächte Staatsgewalt nicht mehr im Zaum gehalten wurde, nahmen zu. Zum anderen hatte Michael Palaiologos in Nikaia die Laskariden-Dynastie entthront, sich zum Kaiser gemacht und durch seinen Feldherrn Alexios Melissenos Strategopulos 1261 Konstantinopel von den Lateinern zurückerobert. Damit verbunden war eine Neuorientierung der Politik auf Südosteuropa, in deren Folge die anatolischen Provinzen vernachlässigt wurden und das Akritensystem, das bisher die Grenzsicherung gewährleistet hatte verfiel bzw. aufgehoben wurde. Binnen weniger Jahrzehnte hatten die Türken unter den Beys der Mentesche das Mäandertal und Karien besetzt.
Wohl 1293 erhielt der Protosebastos und Pinkernes Alexios Philanthropenos den Oberbefehl über die Truppen in Kleinasien. Binnen kurzem drängte er die Türken aus den Mäandertal und Karien zurück. Sein Amtssitz war vermutlich Philadelphia, das damals eine der größten und wohlhabendsten Städte des byzantinischen Reiches war. 1295 ließ er sich, gestützt auf seine Erfolge überreden, vom Kaiser abzufallen. Er wurde verraten, gefangengesetzt, geblendet und verbannt. Der Sturz des Philanthropenos, der sich auch auf türkische Söldner gestützt hatte, die nach seinem Sturz ermordet wurden, ließ die kleinasiatischen Provinzen schutzlos zurück. Die Türken drangen bis zum Ägäischen Meer vor, nur einzelne befestigte Städte konnten eine Zeitlang noch Widerstand leisten, bis allein Philadelphia noch übrig blieb. Ein Feldzug des Kaisers Michael IX. in Kleinasien blieb ohne Erfolg, die Osmanen betraten mit ihrem Sieg in der Schlacht von Bapheus 1302 den Schauplatz.

### Philadelphia als isolierte byzantinische Stadt
1303 wurde die Stadt von einer Belagerung durch den Emir von Germiyan Yaʿḳūb b. ʿAlī S̲h̲īr durch das Eingreifen der Katalanischen Kompanie gerettet, doch war die Stadt nach einer Inschrift in Kütahya aus dem Jahr 1314 gezwungen, die Dschizya zu entrichten. Wiederholte Belagerungen durch die Emire von Germiyan führten nicht zu einer Einnahme der Stadt.
Eine lange Belagerung 1322-1324 durch die Emire von Germiyan und Aydın wurde durch das diplomatische Geschick und das Ansehen des aus der Verbannung zurückgerufenen Philanthropenos beendet. Philadelphia erholte sich wieder wirtschaftlich und konnte auch eine weitere Belagerung 1335 durch Umur, den Emir von Aydın abwenden. Der Bericht des Düstūrnāme-yi Enwerī, nach dem 1335 der Bey von Aydın, Umur Bey, die Stadt erobert haben soll, scheint nicht der Wahrheit zu entsprechen. Bei einer Geheimabsprache von Umur mit Johannes Kantakuzenos in Klazomenai soll dieser auf den Tribut verzichtet haben. Aus einer mutmaßlichen erneuten Belagerung von Philadelphia 1337 durch den Emir von Aydın, wurde Philadelphia wiederum durch das Eingreifen des Philanthropenos und seines Sohns gerettet.
Später war Philadelphia den Beys von Aydın tributpflichtig. Die Angabe der Encyclopedia Britannica von 1911 nach der Philadelphia zu dieser Zeit unter dem Einfluss der Johanniter aus Rhodos gestanden habe, beruht wohl auf Quellenangaben, nach denen Philadelphia um Hilfe aus Europa nachgesucht und diese auch bekommen haben sollte. Im Herbst 1352 trafen zwei Bürger aus Philadelphia in Avignon ein, um von Papst Clemens VI. Hilfe für ihre Stadt zu erbitten. Clemens’ Nachfolger Innozenz VI. beschied sie, eine solche Hilfe käme erst nach einer Abkehr vom orthodoxen Glauben in Betracht. Eine Predigtnotiz aus einem Homiliar des Metropoliten Makarios Chrysokephalos von Philadelphia erwähnt in wenig konkreter Form die Gegenwart von Katholiken bei einer Predigt und militärische Hilfeleistungen aus dem Westen. Hilfeleistungen aus dem byzantinischen Reich waren wegen des dortigen Bürgerkrieges und des türkisch-osmanischen Vordringens nicht mehr zu erwarten. Kirchlich war diese Periode mit einer Aufwertung von Philadelphia verbunden, die allerdings auf dem Niedergang von Sardes unter den Emiren von Saruhan und dem Erlöschen des dortigen Metropolitanbistums beruhte. Ursprünglich war Philadelphia Suffraganbistum von Sardes gewesen. Ab 1347 nahm der Metropolit von Philadelphia auch die Stelle des Metropoliten von Sardes wahr, 1369 wurde er offiziell der Metropolit von Lydien.

## Angliederung an das Osmanische Reich durch Sultan Bayezid I.
Die Herrschaft über die Stadt Philadelphia gehörte zu den Gegenleistungen, die Kaiser Johannes V. und sein Sohn und Mitkaiser Manuel II. Palaiologos dem osmanischen Herrscher Murad I. für osmanische Militärhilfe im byzantinischen Bürgerkrieg bei der Rückgewinnung von Konstantinopel von dem Usurpator Andronikos IV. im Jahr 1379 zu erbringen hatten. Diese Abtretung blieb zunächst ohne praktische Folgen, denn Philadelphia hatte damals weder zum byzantinischen, noch zum osmanischen Reich eine territoriale Verbindung.
Nach der auch in anderen Geschichtswerken wiederholten Darstellung von Hammer-Purgstall unternahm es dann Sultan Bayezid I. im Jahre 1390, die westkleinasiatischen Beyliks Saruhan, Aydın und Mentesche zu unterwerfen, und bei dieser Gelegenheit auch Philadelphia durch Einsetzung eines islamischen Kadı faktisch in Besitz zu nehmen. Dazu rief er die beiden Kaiser, Johannes V. und Manuel II. zur Heeresfolge auf. Da Philadelphia die Übergabe verweigerte, wurde die Stadt erstürmt, wobei die beiden Kaiser zu den ersten gehörten, die in die Stadt eindrangen.
Diese Darstellung des Verlaufs beruht auf der Schilderung der Ereignisse durch den byzantinischen Autor Chalkokondyles, die der Byzantinist Peter Schreiner aber für unglaubwürdig hält. Ausgehend von einer byzantinischen Quelle, die den Verlust Philadelphias in das Jahr 6898 (September 1389 – August 1390) byzantinischer Zeitrechnung und osmanischen Chroniken, die die Kriegszüge Bayezids in Westkleinasien in das Jahr 772 der Hidschra (20. Dezember 1389 – 9. Dezember 1390) legen, sowie zwei venezianischen Urkunden, die einerseits die Anwesenheit von Bayezid am 21. Mai 1390 in Afyonkarahisar bezeugen, andererseits aber die Kenntnis von Bayezids Eroberung von Ephesos in Venedig bereits am 6. März 1390 vermelden, legt Schreiner den Fall von Philadelphia in das Frühjahr 1390. In diesem Zeitraum kam Johannes V. von einer Reise nach Europa zurück und war von April bis August 1390 mit der Niederschlagung des Aufstands eines Gegenkaisers beschäftigt, bei der er von seinem Sohn Manuel II. unterstützt wurde. Die Teilnahme der beiden Kaiser am Feldzug Bayezids in Westkleinasien sei daher unmöglich. Nach den Berichten des byzantinischen Historikers Dukas wie des osmanischen Chronisten Aschikpaschazade fiel die Stadt kampflos durch Übergabe an Bayezid. Nach Dukas erfolgte die Übergabe „nicht aus Hunger“, nach Aschikpaschazade hatten die Einwohner zwar zunächst ihre Tore verschlossen, übergaben dann aber die Stadt, nachdem der Sultan gedroht hatte, er werde die Stadt nach gewaltsamer Erstürmung nach Kriegsrecht seinen Truppen zur freien Plünderung übergeben. Eine solche Plünderung umfasste regelmäßig auch die Versklavung der Einwohner. Die Bewahrung der Unabhängigkeit Philadelphias von den Türken hatte bislang neben den starken Verteidigungsanlagen und dem Behauptungswillen ihrer Bürger darauf beruht, dass Philadelphia im Schnittpunkt der Einflussbereiche der drei Emirate von Germiyan, Aydın und Saruhan lag und die Nachbarn jeweils gegeneinander ausspielen konnte. Eine solche Politik war gegenüber den Osmanen, die zwei dieser Fürstentümer bereits erobert hatten und bald auch das dritte beseitigen sollten, nicht mehr möglich.
Dies bedeutete das Ende der letzten christlichen Stadt in Westkleinasien.